# Coopersale Common
Coopersale Common eller Coopersale är en by i Essex i England. Byn är belägen 3 km 
från Epping. Orten har 1 028 invånare (2016).